# The Golden Trail (film 1915)
The Golden Trail è un cortometraggio muto del 1915 diretto e interpretato da Richard Stanton.

## Produzione
Il film fu prodotto dalla Broncho Film Company.

## Distribuzione
Distribuito dalla Mutual, il film - un cortometraggio in due bobine - uscì nelle sale cinematografiche degli Stati Uniti il 4 agosto 1915.
Non si conoscono copie ancora esistenti della pellicola che viene considerata presumibilmente perduta.